# Discocyrtus orientalis
Discocyrtus orientalis is een hooiwagen uit de familie Gonyleptidae.